# 各務船山町
各務船山町（かかみふなやまちょう）は、岐阜県各務原市の地名。現行行政町名は各務船山町一丁目から三丁目。

## 地理
各務原市の東部の鵜沼地区に属し、鵜沼地区の西部（旧・各務村）の地域である。
町域の東部は各務おがせ町、各務西町、西部は蘇原新生町、南部は各務西町、北部は須衛町、テクノプラザに接する。
町域には新境川が流れる。
地名は船山の南にあることに因む。

## 歴史
各務原市発足後、この地域は須衛の一部であった。1977年（昭和52年）5月13日に須衛の一部をもって各務船山町が成立する。
2007年（平成19年）12月、須衛町の一部、各務船山町の一部などをもってテクノプラザ一丁目・二丁目が成立。

## 世帯数と人口
2024年（令和6年）10月1日現在の世帯数と人口は以下の通りである。尚、二丁目の住民はいない。
| 丁目             | 世帯数  | 人口  |
| ---------------- | ------- | ----- |
| 各務船山町一丁目 | 77世帯  | 179人 |
| 各務船山町二丁目 | 0世帯   | 0人   |
| 各務船山町三丁目 | 36世帯  | 89人  |
| 計               | 113世帯 | 268人 |

## 小・中学校の学区
市立小・中学校に通う場合、学区は以下の通りとなる。尚、各務船山町の自治会は、一丁目が船山町西自治会、三丁目は船山町東自治会であり、船山町西自治会と船山町東自治会は学区が異なる。
| 番・番地等 | 小学校               | 中学校               |
| ---------- | -------------------- | -------------------- |
| 一丁目     | 各務原市立中央小学校 | 各務原市立中央中学校 |
| 三丁目     | 各務原市立各務小学校 | 各務原市立鵜沼中学校 |

## 交通
- 各務原市ふれあいバス東西線（朝夕便）、稲羽線
- テクノライナー